# Уроки фортепиано (фильм, 2024)
«Уроки фортепиано» (англ. The Piano Lesson) — драматический фильм режиссёра Малкольма Вашингтона. Экранизация одноимённой пьесы Огаста Уилсона 1987 года. Сценарий был написан Вашингтоном и Вирджилом Уильямсом. Главные роли исполнили: Сэмюэл Л. Джексон, Джон Дэвид Вашингтон, Рэй Фишер, Майкл Поттс, Эрика Баду, Скайлар Элис Смит, Даниэль Дедуайлер и Кори Хокинс.
Премьера фильма состоялась на кинофестивале в Теллурайде 31 августа 2024 года. 8 ноября он был выпущен в ограниченный кинопрокат в США, после чего на стриминговом сервисе Netflix.

## Сюжет
Действие фильма разворачивается в Питтсбурге во время Великой депрессии. Члены семьи Чарльзов ссорятся из-за фамильного фортепиано, после того как один из них предлагает продать реликвию.

## В ролях
- Сэмюэл Л. Джексон — Доакер Чарльз
- Джон Дэвид Вашингтон — Бой Уилли Чарльз
- Рэй Фишер — Лаймон
- Майкл Поттс — Уинниг Бой Чарльз
- Эрика Баду — Люсиль
- Скайлар Элис Смит — Марта Чарльз
- Даниэль Дедуайлер — Бернис Чарльз
- Кори Хокинс — Эйвери Браун
- Мелани Джеффкоут — мисс Офелия
- Гейл Бин — Долли
- Джеррика Хинтон — Грейс
- Стефан Джеймс — Бой Чарльз

## Производство
В апреле 2023 года было объявлено, что Малкольм Вашингтон дебютирует в качестве режиссера и сценариста полнометражного фильма, экранизации пьесы Огаста Уилсона «Уроки фортепиано», а его брат, Джон Дэвид Вашингтон, Сэмюэль Л. Джексон, Рэй Фишер, Даниэль Дедуайлер, Майкл Поттс и Кори Хокинс снимутся в главных ролях. В 2022 году Джон Дэвид Вашингтон, Джексон, Фишер и Поттс уже участвовали в постановке этой пьесы на театральной сцене, в фильме они сыграли тех же персонажей. Продюсерами картины выступили Дензел Вашингтон (отец братьев) и Тодд Блэк. В мае появилась информация, что одну из эпизодических ролей сыграет певица Эрика Баду. В июне актёрский состав пополнили: Гейл Бин, Джеррика Хинтон, Стефан Джеймс, Малик Дж. Али, Джей Питерсон и Мэтрелл Смит.
Малкольм Вашингтон прочитал пьесу Огаста Уилсона «Уроки фортепиано» занимаясь оцифровкой семейного фотоархива. «Я подумал: „Я должен с ней что-то сделать. Я должен серьёзно взяться за этот текст“» — вспоминал он. Разрабатывая адаптацию пьесы, Вашингтон изучал архивы Огаста Уилсона, общался с его семьей, ходил по улицам, на которых рос автор, пытаясь «найти связь с его духом». Главным источником вдохновения для режиссера было творчество независимого кинорежиссёра Чарльза Бернетта, в частности его фильмы «Убийца овцы» и «Уснуть в гневе». Вашингтон перенес в фильм свой собственный жизненный опыт, заявив, что на самом деле он делал этот фильм все 33 года своей жизни. Действие пьесы происходит в одной комнате, однако режиссер решил расширить сюжет, добавив флешбеки. Также, Вашингтон визуализировал моменты, которые обсуждаются в пьесе лишь вскользь. Речь идёт о сверхъестественных элементах, представленных в виде призраков предков семьи. «Фильм — совершенно иной проводник текста, нежели театральная сцена. А у Огаста Уилсона каждая реплика, как шекспировская, как поэма. Весь фильм можно сделать всего из нескольких его предложений» — отмечал режиссёр.
Съёмки фильма стартовали в апреле 2023 года в Атланте. Представители The Pittsburgh Film Office выразили разочарование тем, что был выбран не Питтсбург, как в предыдущих экранизациях Уилсона.
Мировая премьера фильма состоялась на кинофестивале в Теллурайде в 2024 году, перед его международной премьерой на специальной презентации Международного кинофестиваля в Торонто.
8 ноября 2024 года лента была выпущена в ограниченный кинопрокат в США, после чего, 22 ноября, на стриминговом сервисе Netflix.

## Отзывы критиков
Рейтинг фильма на сайте Rotten Tomatoes составляет 89% со средней оценкой 7.3/10 на основе 123 обзоров. Консенсус критиков гласит: «Южная готика, сыгранная в кровожадной манере, наполняет пьесу Огаста Уилсона яркими красками благодаря выдающемуся актёрскому ансамблю». Оценка проекта на сайте Metacritic составляет 69 баллов из 100 на основе 31 рецензии, что приравнивается к «в целом положительному» статусу.